# Côte des Forges

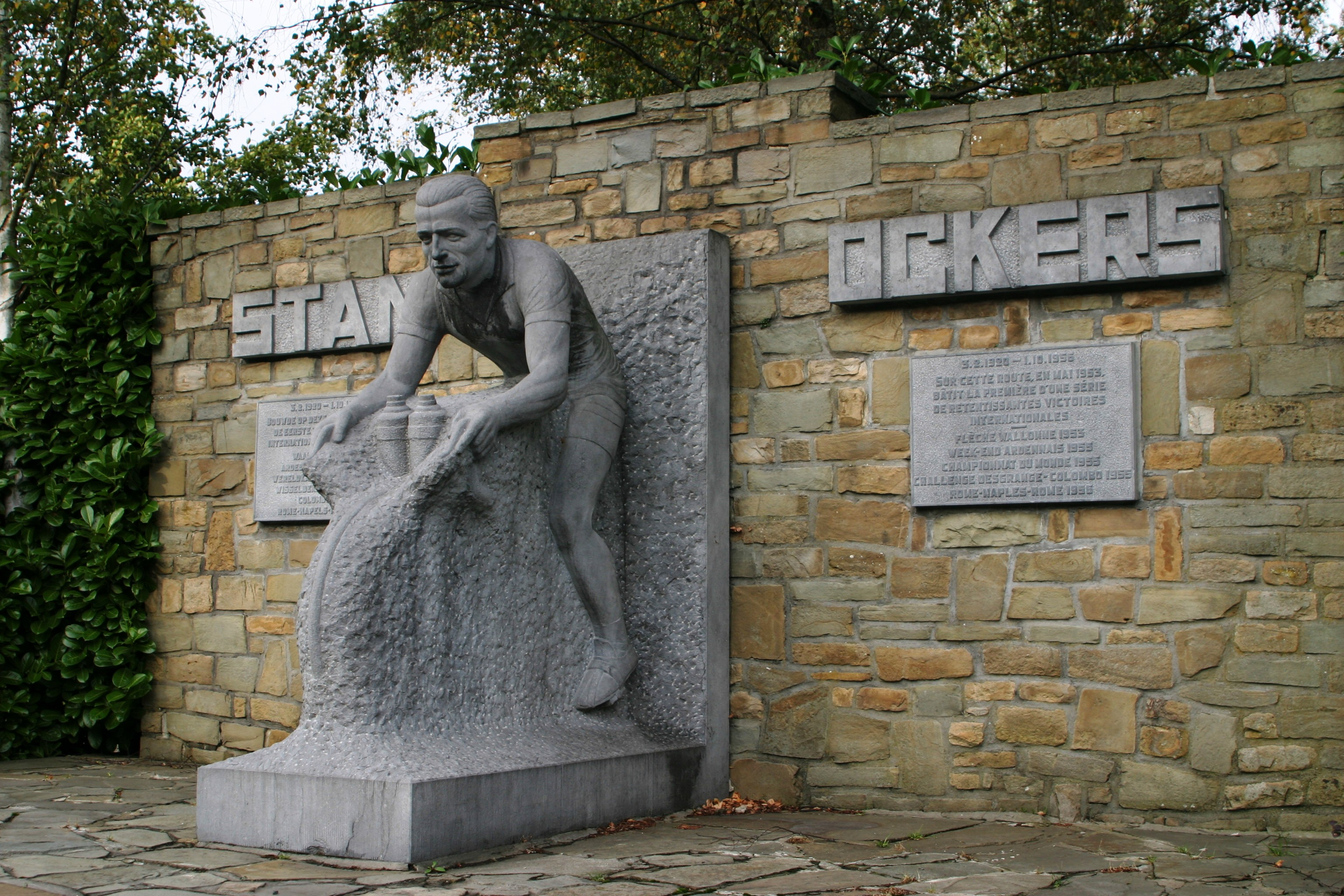
Côte des Forges : monument commémoratif en l'honneur de Stan Ockers, vainqueur en 1955 de Liège-Bastogne-Liège.

La Côte des Forges ou Thier des Forges est une côte souvent empruntée lors de la course cycliste Liège-Bastogne-Liège. Précédant la Roche-aux-faucons, elle est de retour sur le parcours en 2019 et toujours parcouru depuis sauf pour l'édition 2022, en raison des inondations de juillet 2021 ayant endommagé les routes du secteur.

## Situation
Le pied de la côte se trouve dans la vallée du ruisseau de Mosbeux au hameau des Forges dans la commune de Sprimont en Belgique. 
Au sommet de la côte, se trouve un monument commémoratif en l'honneur de Stan Ockers, vainqueur en 1955 de Liège-Bastogne-Liège.

## Caractéristiques
- Départ : 182 m
- Altitude : 288 m
- Dénivellation : 106 m
- Longueur : 1,530 km
- Pente moyenne : 6,9 %